# Metropolie Grevena
Metropolie Grevena je jedna z metropolií Řecké pravoslavné církve, nacházející se na území Řecka.

## Historie
Eparchie Grevena je známá již od byzantských dob. Informace o biskupství se objevují v 10. století kdy byla sufragánní eparchií archiepiskopie Ochrid. Prvním známým biskupem je Jan (zmíněn ke konci 11. století).
V 15. století získala status metropolie a byla na 7. místě metropolií autokefální archiepiskopie Ochrid. V 17. století se nacházela na 4. místě ale neměla žádné sufragánny.
Roku 1767 byla zrušena archiepiskopie Ochrid a Metropolie se stala součástí Konstantinopolského patriarchátu.
Současný titul metropolitů je; Metropolita Greveny, hypertimos a exarcha Jižní Makedonie.